# Enyalius leechii
Enyalius leechii — вид ігуаноподібних ящірок родини Leiosauridae. Ендемік Бразилії.

## Поширення і екологія
Enyalius leechii мешкають на півдні Бразильської Амазонії, в штатах Мараньян, Пара, Мату-Гросу і Рондонія. Вони живуть у вологих тропічних лісах. Живляться безхребетними.